# Gary McDermott
Gary Don McDermott (Longview, 9 giugno 1946) è un ex giocatore di football americano statunitense che ha militato nel ruolo di running back nella American Football League (AFL) e nella National Football League (NFL).

## Carriera
Al college McDermott giocò a football alla Tulsa University. Fu scelto dai Buffalo Bills nel corso del nono giro (227º assoluto) del Draft NFL 1968. Vi giocò per una sola stagione correndo 102 yard e segnando 3 touchdown. Chiuse la carriera giocando per una stagione con gli Atlanta Falcons l'anno seguente.